# 菅野宏一郎
菅野 宏一郎（かんの こういちろう、1971年6月12日 - ）は、日本のクラシック音楽指揮者。東京都中野区出身、ルーマニア・ブラショフ市・オーストリア・ウィーン在住。東京室内管弦楽団指揮者。

## 略歴
- 5歳よりピアノを始める。
- 東京都立西高等学校出身。高校時代アメリカンフットボールの選手として東京都大会にて優勝している。管弦楽部ではトロンボーンを吹き、同じパートに信長貴富がいた[1]。
- 桐朋学園大学音楽学部へ進学。指揮を岡部守弘、大友直人、大野和士、トロンボーンを三輪純生、ピアノを諸隈まり、チェンバロを鍋島元子の各氏に師事。
- 1995年、大学卒業後単身ルーマニアへ渡り、国立ブラショフ・フィルハーモニー交響楽団においてトロンボーン奏者として活動を務める傍ら、コレペティトールも務めた。
- 1997年、ブラショフ歌劇場の指揮者に就任[2]。
- 1999年、ブラショフ歌劇場の演奏旅行にてヨーロッパ・デビューを果たす。セヴィリアの理髪師（G.ロッシーニ）、秘密の結婚（D.チマローザ）を指揮し、翌2000年にはフィガロの結婚、ドン・ジョバンニ（W.A.モーツァルト）をドイツ、オーストリア、スイスにて指揮、好評を得る。
- 2000年、トランシルバニア大学（英語版）音楽学部準教授へ就任。
- 2002年、トランシルバニア交響楽団・日本公演にて指揮。
- 2003年、ウィーン国立芸術大学指揮科にてレオポルド・ハーガー、エルヴィン・アッツェル、マーク・シュトリンガー、湯浅勇治に師事。
- 2006年、ドイツ、モンシャウにおける“オープンエアー・クラシック”にてリゴレット、ナブッコ、アイーダ（G.ヴェルディ）、鳥売り（C.ツェーラー）、魔笛（W.A.モーツァルト）を、また同年、オーストリア、ブルグアレーナ・フィンケンシュタイン音楽祭にてナブッコを指揮。
- 2007年、ボトシャニ・フィルハーモニー管弦楽団のドイツ公演を指揮。
- 2007年6月8日、第2回バルトーク国際オペラ指揮者コンクールに出場。橘直貴、ポール・マウフレイ (en) に次ぐ第3位に入賞[3]。
- 2009年、東京室内管弦楽団の指揮者に就任[4]。